# Église Saint-Pierre-le-Puellier de Tours
Pour les articles homonymes, voir Église Saint-Pierre-le-Puellier.
L'église Pierre-le-Puellier de Tours, située à Tours dans le Vieux-Tours en France, est une ancienne église catholique.
L'église est la collégiale d'un ancien monastère dont l'origine remonte peut-être au VIe siècle ; la construction de l'église gothique remonte au XIIe siècle. Vendue comme bien national à la Révolution française, elle est presque intégralement détruite par ses nouveaux propriétaires. Il n'en subsiste plus que les vestiges d'un bas-côté, transformés en habitation.
Ces derniers font l'objet d’une inscription au titre des monuments historiques depuis 1946.

## Localisation
L'église Saint-Pierre-le-Puellier se situe, dans la voirie actuelle, dans le quartier communément appelé « Vieux Tours », à mi-chemin entre la basilique Saint-Martin de Tours  et la Loire, au nord de la place Plumereau. Ce secteur a très probablement été occupé dès la fondation de Caesarodunum, la ville romaine qui a précédé Tours, au tout début de l'ère chrétienne. Au Moyen Âge, avec le développement des pèlerinages au tombeau de saint Martin, le secteur devient un bourg commerçant.

## Le site avant les bâtiments religieux

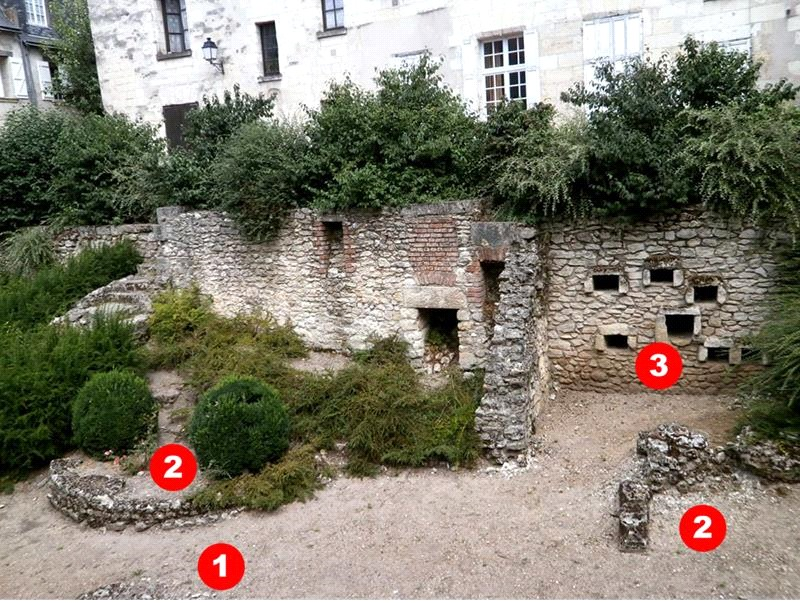
Photo A : La fosse de fouilles de Saint-Pierre-le-Puellier.

La ville de Caesarodunum est fondée au début de notre ère, probablement vers l'an 15. C'est de cette époque que datent les premiers vestiges retrouvés sur le futur site de l'église Saint-Pierre le Puellier, sous forme de traces de murs et de tessons de céramique ; leur affectation précise n'est pas définie ; à cette époque, le site se trouve en bord de Loire. Vingt ans plus tard environ, un grand bâtiment est construit au même emplacement, peut-être un établissement thermal (Photo A, repère 1). Au IIe siècle, le site est réorganisé et les bâtiments ont une fonction artisanale : des tanneries réutilisent peut-être les anciennes piscines des thermes (photo A, repères 2) et la rive de la Loire est peu à peu repoussée vers le nord.
Un siècle plus tard, le site est abandonné ou en tout cas ne fait plus l'objet d'une occupation régulière.

## Histoire du monastère

Plan du site.

La fondation d'un monastère au même emplacement est généralement attribuée à la reine Clotilde, mais aucune source ne l'atteste. Ce monastère aurait occupé l'emplacement de la cellule de sainte Monégonde ou en serait proche ; il est destiné à accueillir des jeunes femmes ; son nom est une évolution du terme latin puellarum (jeunes femmes) pour désigner ses occupantes. Au VIIIe siècle, le monastère de moniales de Saint-Pierre-le-Puellier est pour la première fois cité dans les sources. Il apparaît, au début du IXe siècle, comme un ensemble satellite de l'abbaye de Saint-Martin qui s'est fondée au Ve siècle. À partir du début du Xe siècle, des remblaiements successifs, au nord du monastère, repoussent la rive de la Loire et permettent le gain de nouveaux terrains. Vers 950, une activité commerciale est attestée à proximité ou au sein du monastère avec la fabrication de médailles de pèlerinage, retrouvées sur site.

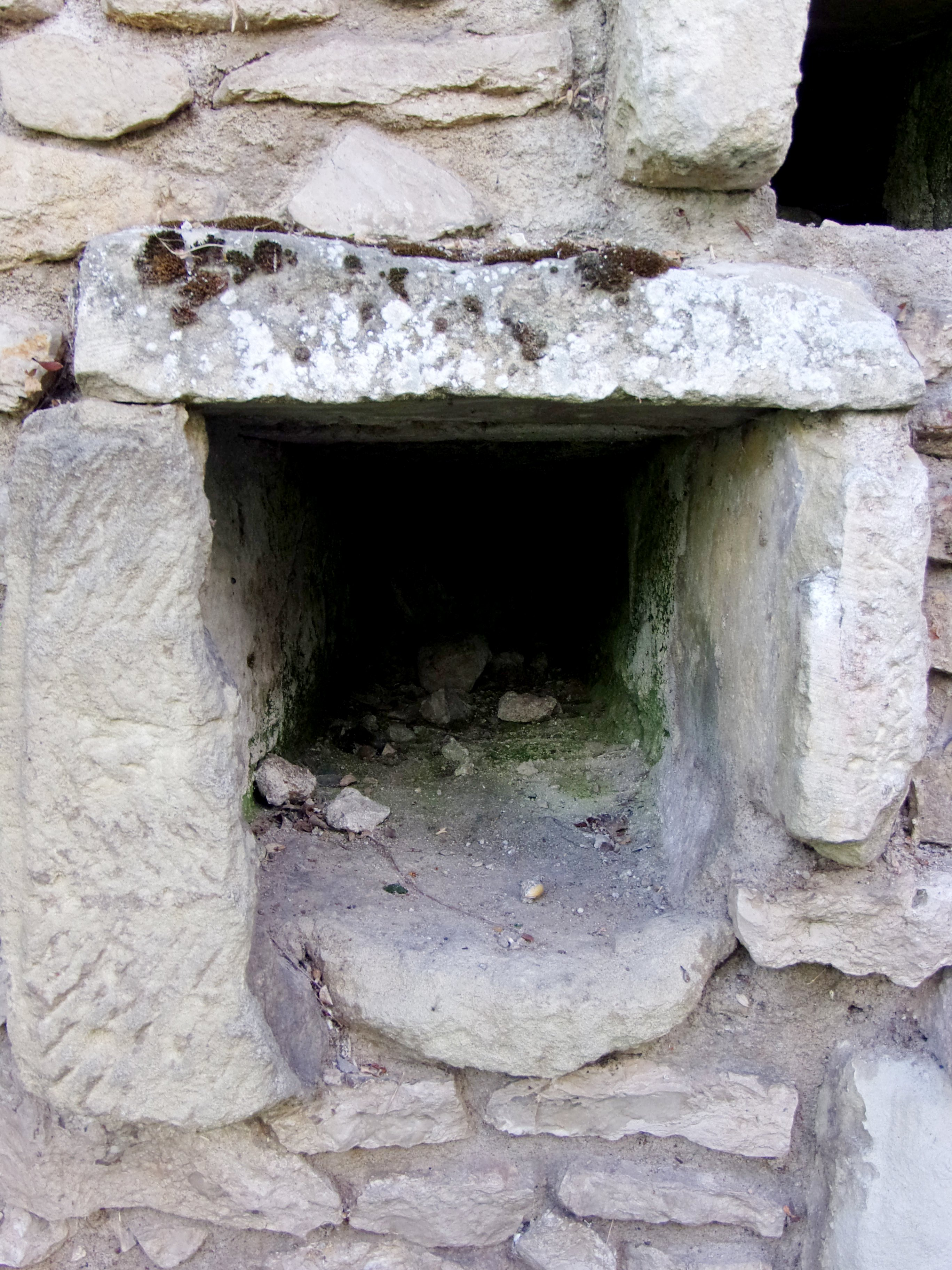
Enfeu dans le mur oriental du jardin archéologique.

Une évolution importante s'amorce vers le milieu du XIe siècle : Saint-Pierre-le-Puellier est élevée au rang de paroisse ; c'est alors que vont s'implanter des sépultures dans la partie nord de l'enclos monacal, dans des coffrages en bois. Dans la seconde partie du XIe siècle, le cimetière s'étend vers le nord, aux dépens d'un atelier de chaufournier qui s'était installé à ce niveau ; les coffrages en bois sont alors remplacés par des sarcophages anthropomorphes en pierre, (photo A, repère 3). En 1073, l'église paroissiale Saint-Pierre-le-Puellier est érigée en collégiale. Saint-Pierre-le Puellier est cité en tant que bourg pour la première fois en 1108. Entre 1170 et 1180 a lieu la construction d'une nouvelle église, dans le style gothique angevin. En 1199, des lettres patentes de Philippe Auguste autorisent les religieux de Saint-Pierre-le-Puellier à pratiquer le jugement « de l'eau et du feu ». Aux XIIe et XIVe siècles, alors que des aménagements des bords de Loire ont eu lieu, le cimetière paroissial continue d'être utilisé ; on note toutefois une évolution du rite funéraire avec le retour des inhumations dans des coffrages en bois. En 1406, la collégiale est agrandie ; dix ans plus tard, c'est le cloître du monastère qui est reconstruit.

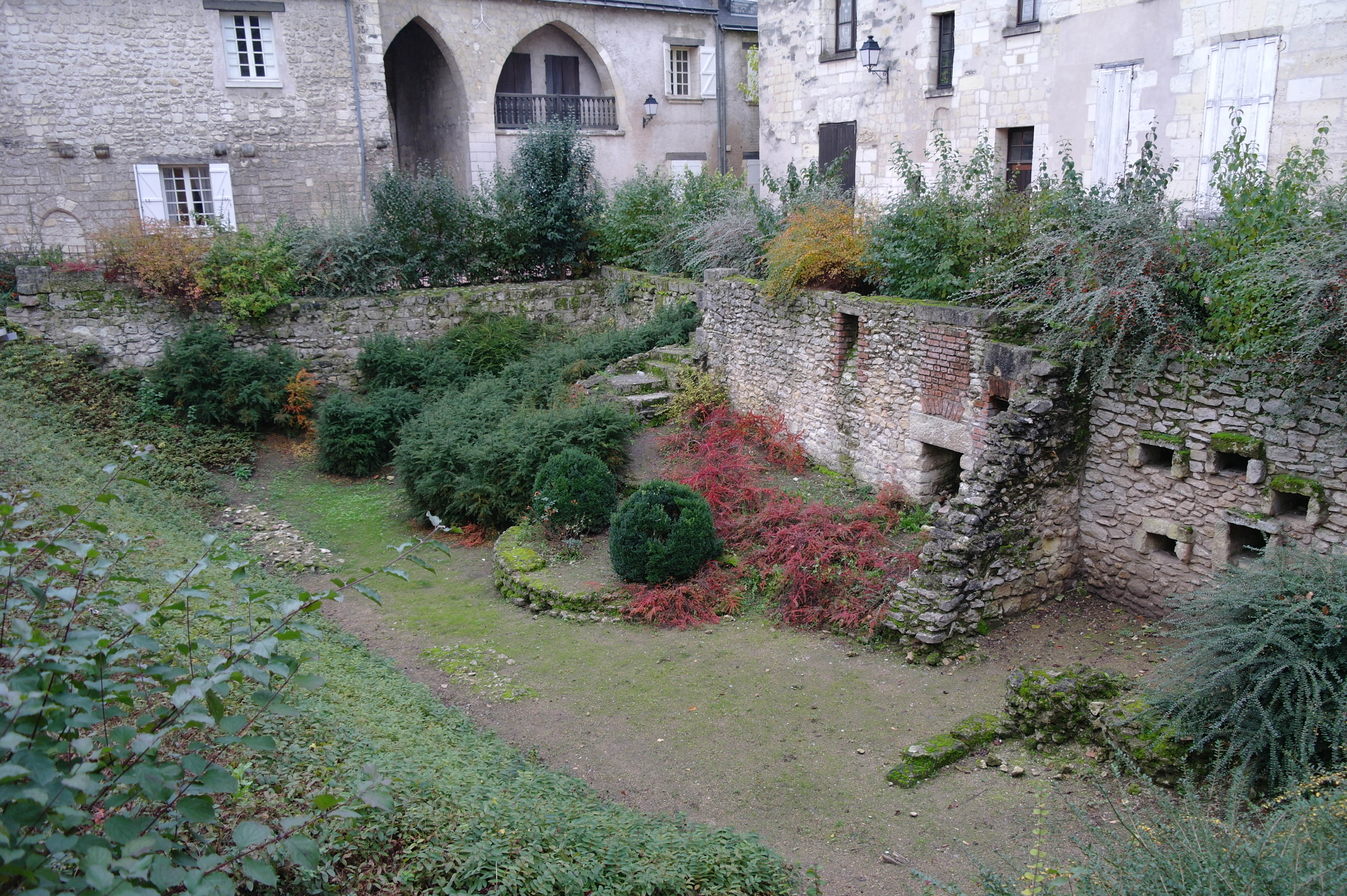
Le jardin archéologique.

L'histoire du monastère pour les siècles suivants est moins bien connue. On sait toutefois qu'en 1562, les Huguenots pillent les édifices religieux de Tours, dont Saint-Pierre-le-Puellier ; les cendres de sainte Monégonde, qui y étaient conservées, disparaissent alors. Au XVIIIe siècle, le cimetière paroissial est toujours présent et Saint-Pierre-le-Puellier élargit son domaine au détriment d'autres paroisses supprimées, comme Saint-Denis (décret du 22 janvier 1781). Le 7 décembre 1791, le monastère Saint-Pierre-le-Puellier est vendu comme bien national après dispersion des religieux ; les nouveaux propriétaires démolissent les bâtiments, dont une grande partie de l'église ; les décombres sont probablement revendus comme matériau de construction. Entre 1968 et 1972, dans le cadre d'un projet de réhabilitation du vieux Tours, une campagne de fouilles intéresse l'ancien cloître du monastère ; les vestiges antiques et médiévaux mis au jour sont laissés à l'air libre, la fosse de fouille étant transformée en jardin archéologique.

## Architecture de l'église

### L'église gothique
On ignore tout de la ou des premières églises ou chapelles qui ont été bâties à Saint-Pierre-le-Puellier.
L'édifice le plus récent est mis en chantier vers 1170 et terminé environ dix ans plus tard. Construit en style gothique de l'Ouest, il comporte sans doute une nef accompagnée de collatéraux simples, d'un transept et d'un chœur orienté à l'est terminé par un chevet plat ; un clocher terminé par une flèche en charpente se dresse probablement à la croisée du transept,. L'église est agrandie à la charnière du XIVe et du XVe siècle ; elle mesure alors, selon l'acte de vente du 3 décembre 1791, « vingt toises de longueur [de l'ouest à l'est] sur treize toises et deux pieds de largeur [du nord au sud], le tout hors-œuvre » soit environ 39 × 26 m.

### Les vestiges auXXIesiècle
Après les destructions qui suivent la Révolution française, une partie de la première travée et la seconde travée dans son intégralité du collatéral nord subsistent. Des murs, construits à l'est et au sud et prenant appui sur les arcades de la deuxième travée, transforment l'espace en habitation dont le volume est divisé en deux étages par un plancher. Une salle conserve cependant sa voûte de type gothique de l'Ouest. Le mur septentrional de la seconde travée est percé de deux baies en plein cintre décorées d'un cordon se prolongeant de part et d'autre — cette baie est d'origine, celles éclairant l'est et le sud sont modernes. Une baie identique existe sur la partie conservée de la première travée.
Un immeuble, construit à l'ouest à l'emplacement de la première travée du collatéral, conserve quelques vestiges des murs de l'église. Les chapiteaux apparents au nord-est de l'édifice (jonction de la deuxième et de la troisième travée du collatéral) sont demeurés dans leur état d'origine, ceux placés en vis-à-vis, au sud-est, ont été repris.
Plaquée contre le mur nord du collatéral, c'est de la phase d'agrandissement du début du XVe siècle que date une longue salle comportant trois voûtes en berceau brisé, épargnée par les destructions ultérieures ; elle constitue une dépendance de l'église, peut-être un passage donnant sur le cloître.

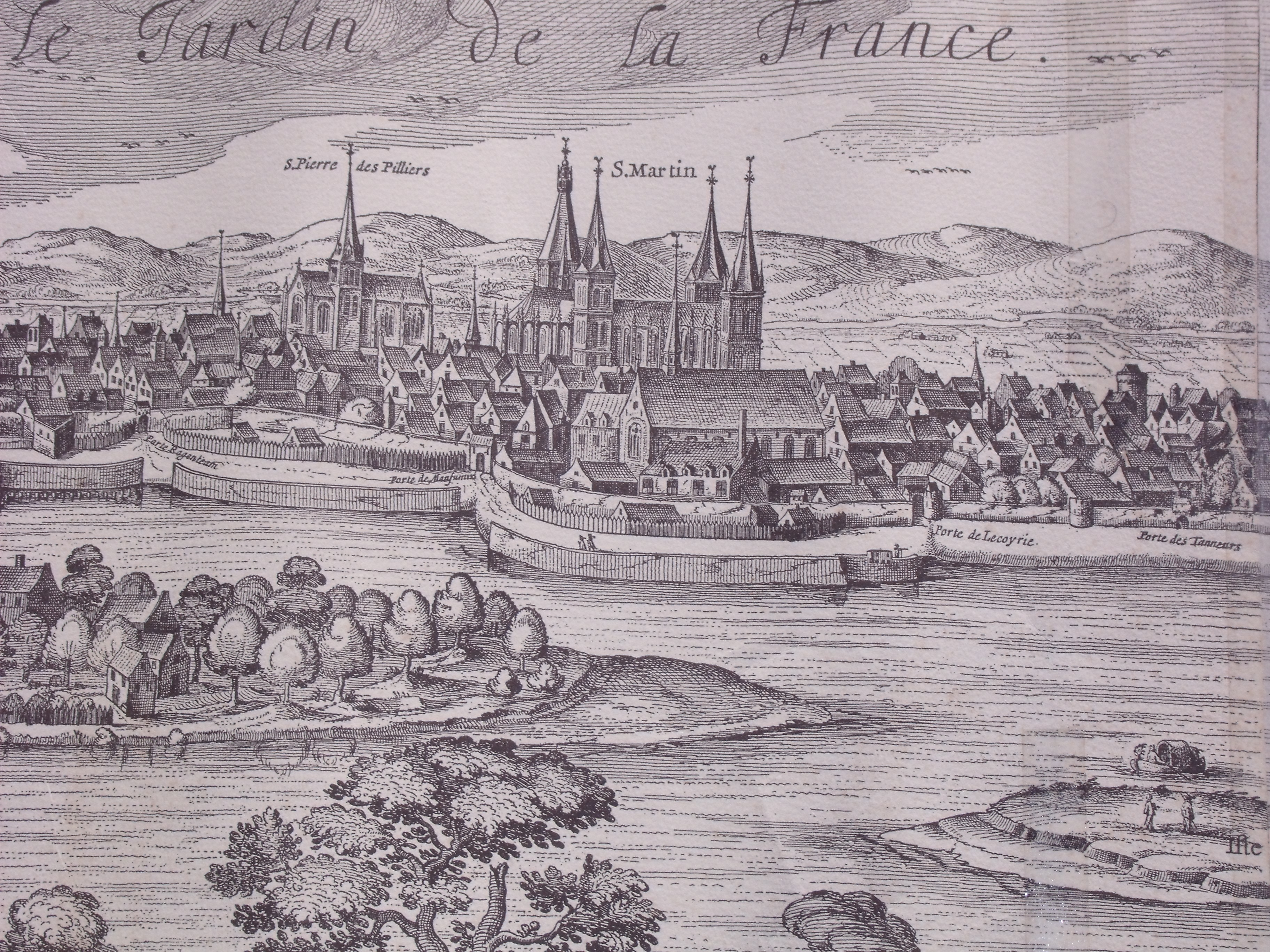
Saint-Pierre-le-Puellier (« des Pilliers ») sur une gravure de Tours, 1625.
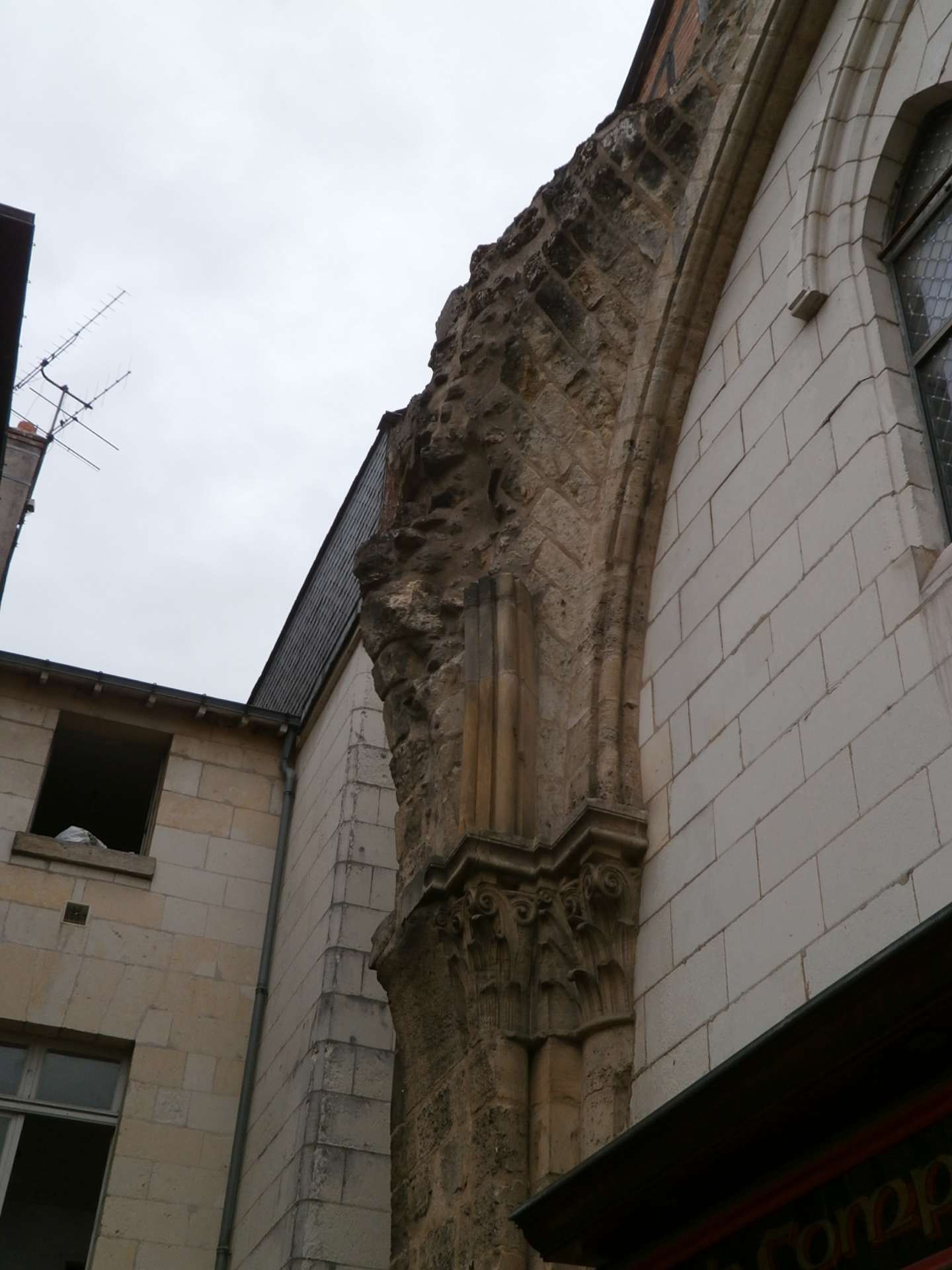
Arcades sauvegardées de l'église.
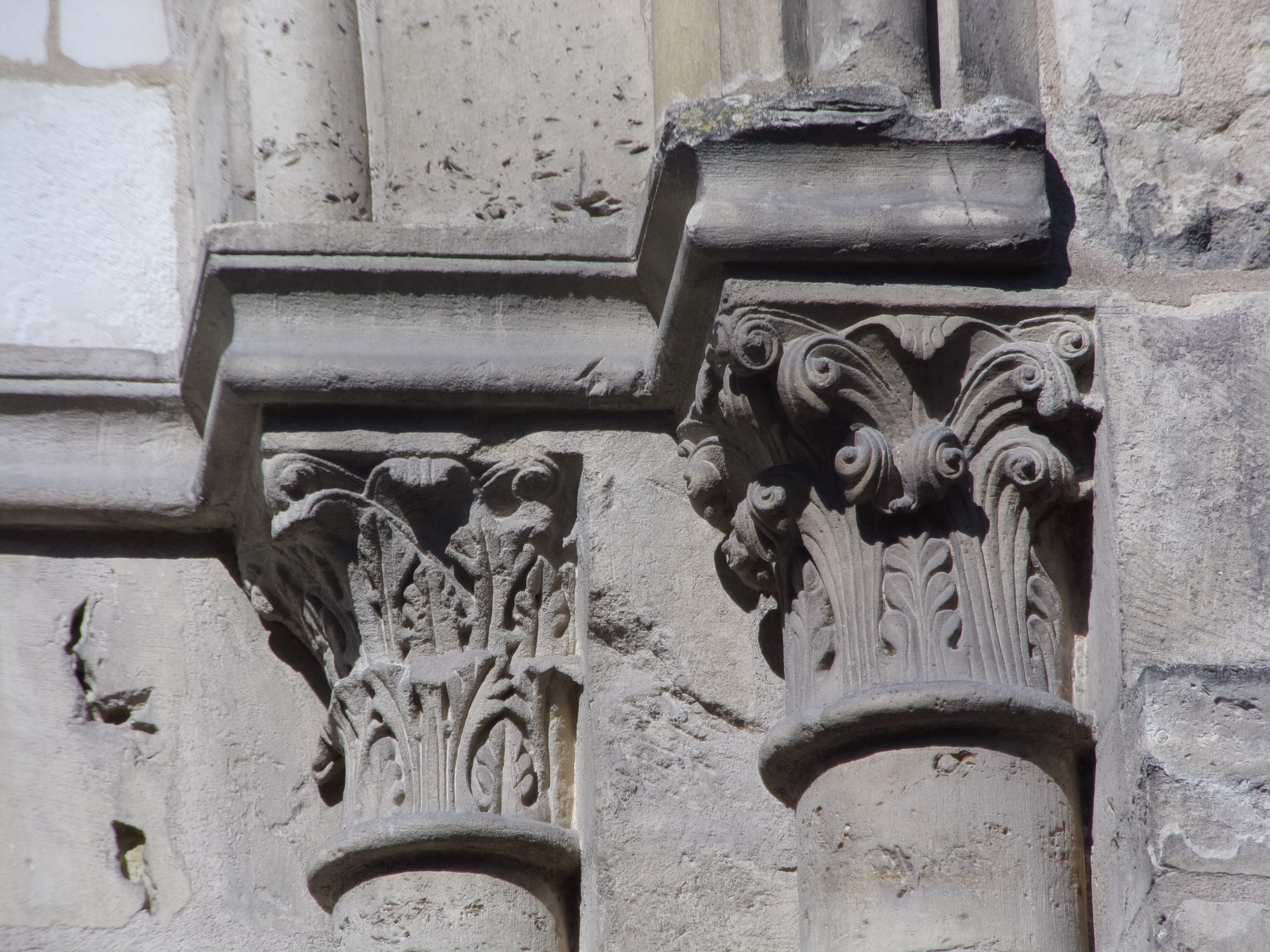
Chapiteaux nord-est.
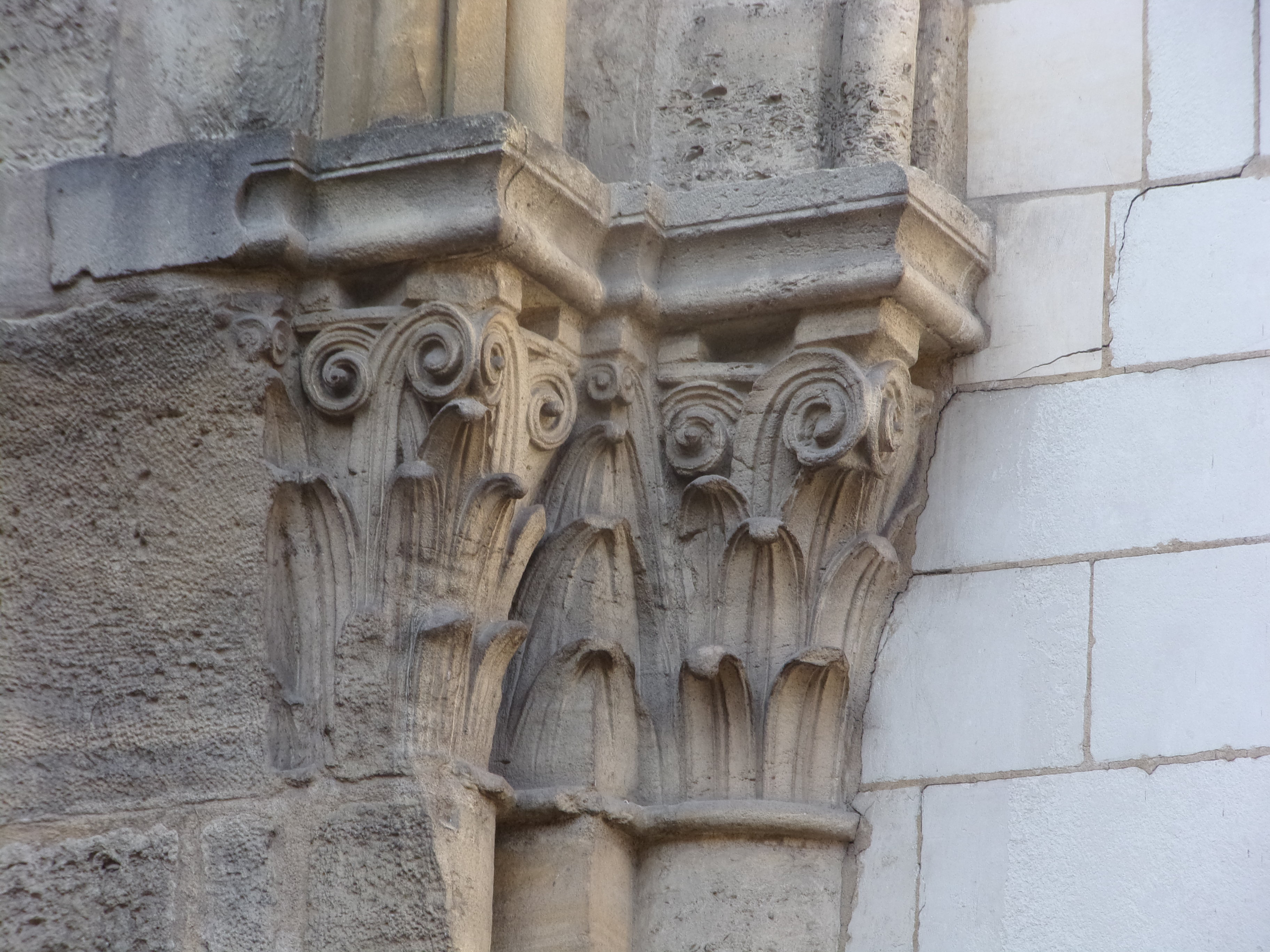
Chapiteaux sud-est.
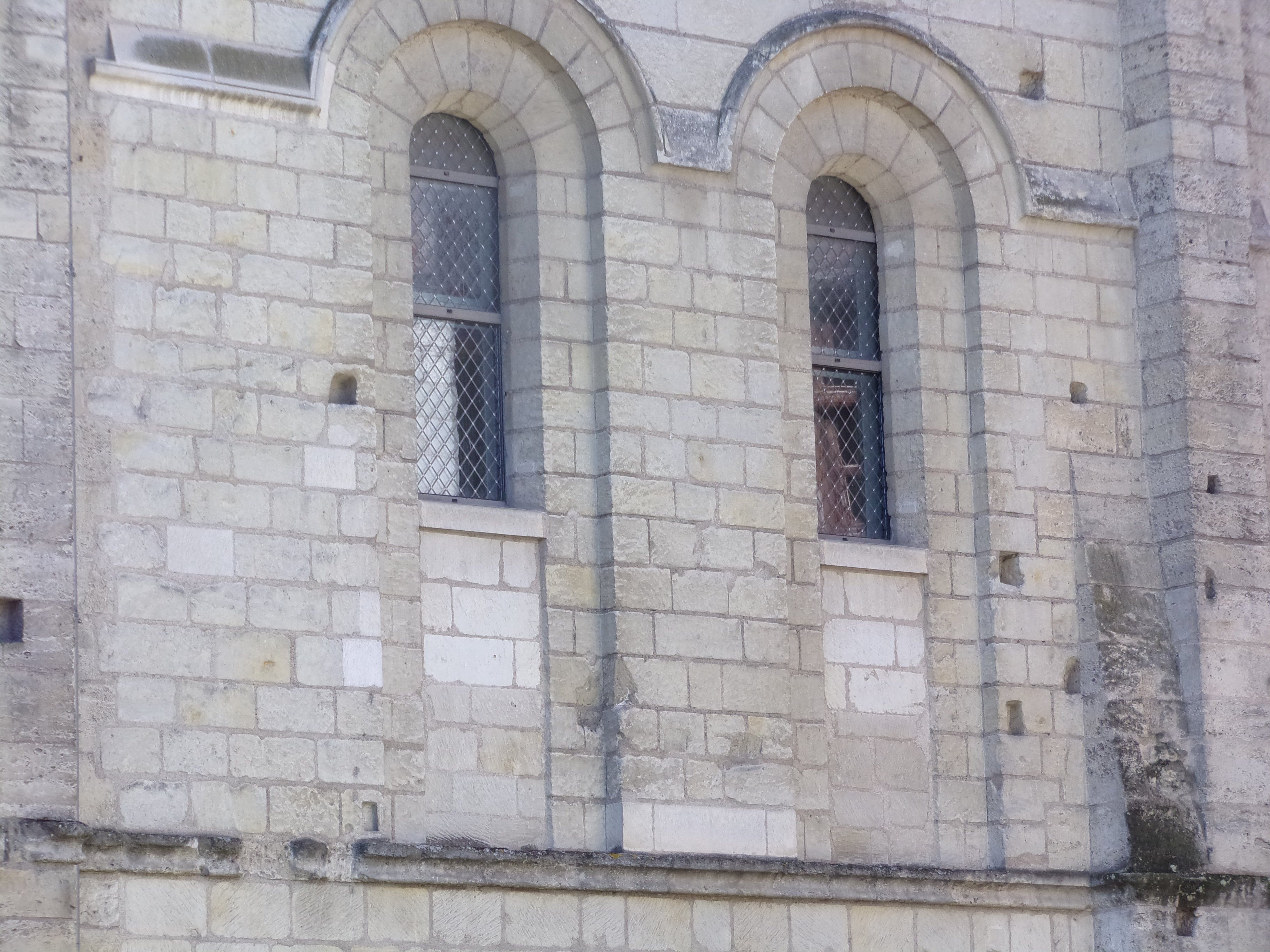
Baies d'origine du collatéral nord.
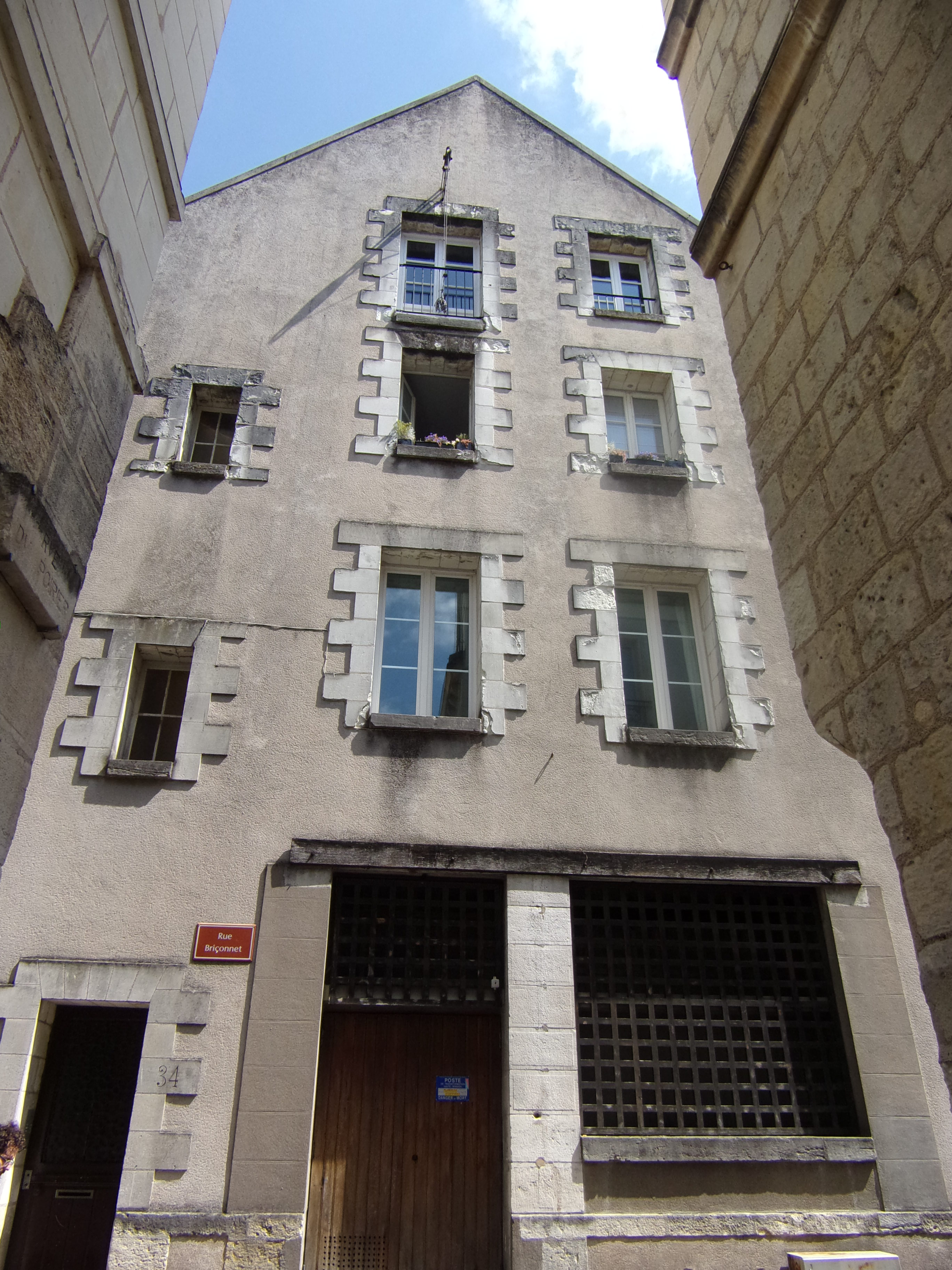
Façade ouest du collatéral nord.
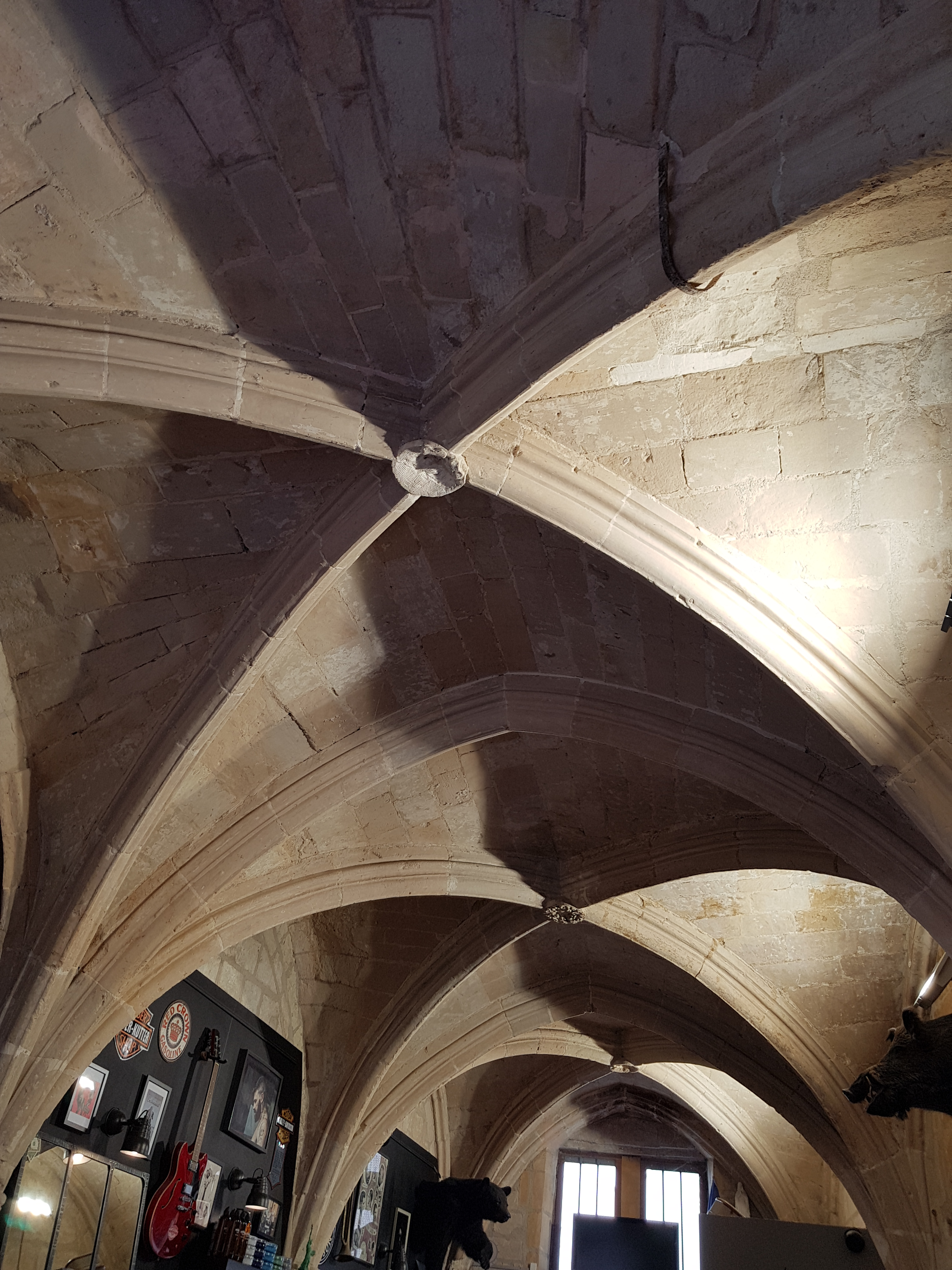
Passage du cloître.